# Going Out
Going Out is een nummer van de Britse band Supergrass uit 1996. Het is de eerste single van hun tweede studioalbum In It for the Money.
Het nummer zorgde voor spanningen tussen drummer Danny Goffey en zanger Gaz Coombes. Goffey beweerde dat Coombes de tekst te veel over zichzelf liet gaan, en over de betrokkenheid van de vriendin van Coombes bij Britse roddelbladen. De oorspronkelijke werktitel van het nummer was "Susan", maar later werd toch gekozen voor "Going Out" als titel. De plaat werd enkel op de Britse eilanden een hit; het bereikte de 5e positie in het Verenigd Koninkrijk.